# Pomnik Powstańców Śląskich w Starej Ligocie
Pomnik Powstańców Śląskich w Starej Ligocie – pomnik w Katowicach, położony u zbiegu ulic Ligockiej i Hetmańskiej w Starej Ligocie, która jest częścią dzielnicy Załęska Hałda-Brynów część zachodnia, odsłonięty w 1922 roku.

## Historia
Pierwotnie pomnik nie upamiętniał czynu powstańczego. Pierwszy pomnik na skwerze obok szkoły w Ligocie wzniesiono w 1922 roku. Zgodnie z istniejącą na głazie, zasłonięta obecnie inskrypcją, powstał „Na pamiątkę złączenia z Ojczyzną (...)”. W 1922 zawiązał się Komitet Budowy Pomnika Powstańca Śląskiego. Inicjatorem był górnik z katowickiej kopalni „Wujek” sztygar Ryszard Centlik. Do komitetu należeli, m.in. powstaniec Józef Sikora z Ligoty oraz Jan Nepomucen Wielebski, naczelnik gminy Ligota. Pomnik poświęcony w 1922 roku składał się głazu, umieszczonego na nim metalowego wieńca oraz odlewu orła. Głaz został przywieziony przez górnika Ryszarda Centlika z miejsca wykopania na granicy Ligoty i Katowickiej Hałdy. Odlew orła wykonał wyciągowy szybu wentylacyjnego na „Wujku” Ludwik Pyka. Żelazo pochodziło ze zbiórki społecznej.
Pomnik przebudowano z inicjatywy Związku Powstańców Śląskich oraz Oddziałów Młodzieży Powstańczej w 1936 roku. Przesunięto go bardziej na zachód, w kierunku dzisiejszej ul. Ligockiej. Głaz ustawiono na schodkowym cokole, wg projektu inż. Eugeniusza Tatarczyka. Zmieniony został żelazny orzeł, który osadzony został na kuli. Do głazu przytwierdzona została tablica dedykacyjna. Niejako ponownego odsłonięcia pomnika dokonano z okazji Święta Żołnierza Polskiego 15 sierpnia 1936 roku. Odsłonięcia dokonał prezydent Katowic dr Adam Kocur. W notatkach prasowych z tego wydarzenia monument określano jako: „Pomnik Powstańców” lub „Pomnik Powstańca Śląskiego”. Przebudowany w 1936 roku pomnik został zniszczony przez Niemców podczas II wojny światowej. Polacy ukryli głaz, zakopując go w pobliżu skweru.
Pomnik odtworzono z inicjatywy Społecznego Komitetu Odbudowy Pomnika Powstańców Śląskich w Katowicach-Ligocie w 1962 roku. W odbudowę zaangażowały się: lokalne koło Związku Bojowników o Wolność i Demokrację, grupa górników Kopalni „Wujek” oraz Katowickie Przedsiębiorstwo Budownictwa Miejskiego. Uroczystości odbyły się 18 sierpnia 1962 roku. Pomnik odsłonił płk wojsk powstańczych Rudolf Niemczyk. Głaz ustawiono na marmurowym cokole. Na jego szczycie umocowano orła na żelaznej kuli. Do cokołu prowadziły dwa stopnie, na których końcach umieszczono misy ogniowe. Pod głazem umieszczona została tablica dedykacyjna z napisem:

POMNIK

WZNIESIONY ZOSTAŁ w ROKU 1923 DLA UCZCZENIA

PAMIĘCI POWSTAŃCÓW ŚLĄSKICH, KTÓRZY ZGINĘLI

W WALCE O WYZWOLENIE NARODOWE I SPOŁECZNE

* * *

NAZWISKA POWSTAŃCÓW POLEGŁYCH W CZASIE

POWSTAŃ ŚLĄSKICH

ADAMIEC TOMASZ │ CIURA STEFAN │ KAMELA WALTER │ PYPŁAC PAWEŁ │ WYPIÓR WILHELM │ ŻOGAŁA IGNACY │ BŁASZCZYK OSWALD │ FERDA JÓZEF │ KROKER EMIL │ WRÓBEL WIKTOR │ ZUBEK JÓZEF

CZEŚĆ ICH PAMIĘCI

ZNISZCZONY PRZEZ OKUPANTA w 1939 r. ODNALEZIONY

I ODBUDOWANY w ROKU 1962.

W późniejszym okresie orzeł z żelaza zastąpiony został płaskorzeźbą orła bez korony. W 1989 roku dodano koronę, zaś boczne misy zastąpiono kulami. Z okazji stulecia wybuchu III powstania śląskiego w 2021 roku do cokołu przytwierdzono pamiątkową plakietę prezydencką z napisem:

Tobie Polsko MIEJSCE PAMIĘCI POWSTAŃ ŚLĄSKICH W CZASIE NARODOWYCH OBCHODÓW SETNEJ ROCZNICY ODZYSKANIA NIEPODLEGŁOŚCI RZECZYPOSPOLITEJ POLSKIEJ DLA UCZCZENIA BOHATERSKICH UCZESTNIKÓW TRZECH ZRYWÓW NIEPODLEGŁOŚCIOWYCH, KTÓRZY W LATACH 1919, 1920, 1921, WYWALCZYLI PRZYNALEŻNOŚĆ GÓRNEGO ŚLĄSKA DO ODRODZONEJ NIEPODLEGŁEJ POLSKI
Prezydent Rzeczypospolitej Polskiej Andrzej Duda 2 MAJA 2021 ROKU

## Galeria

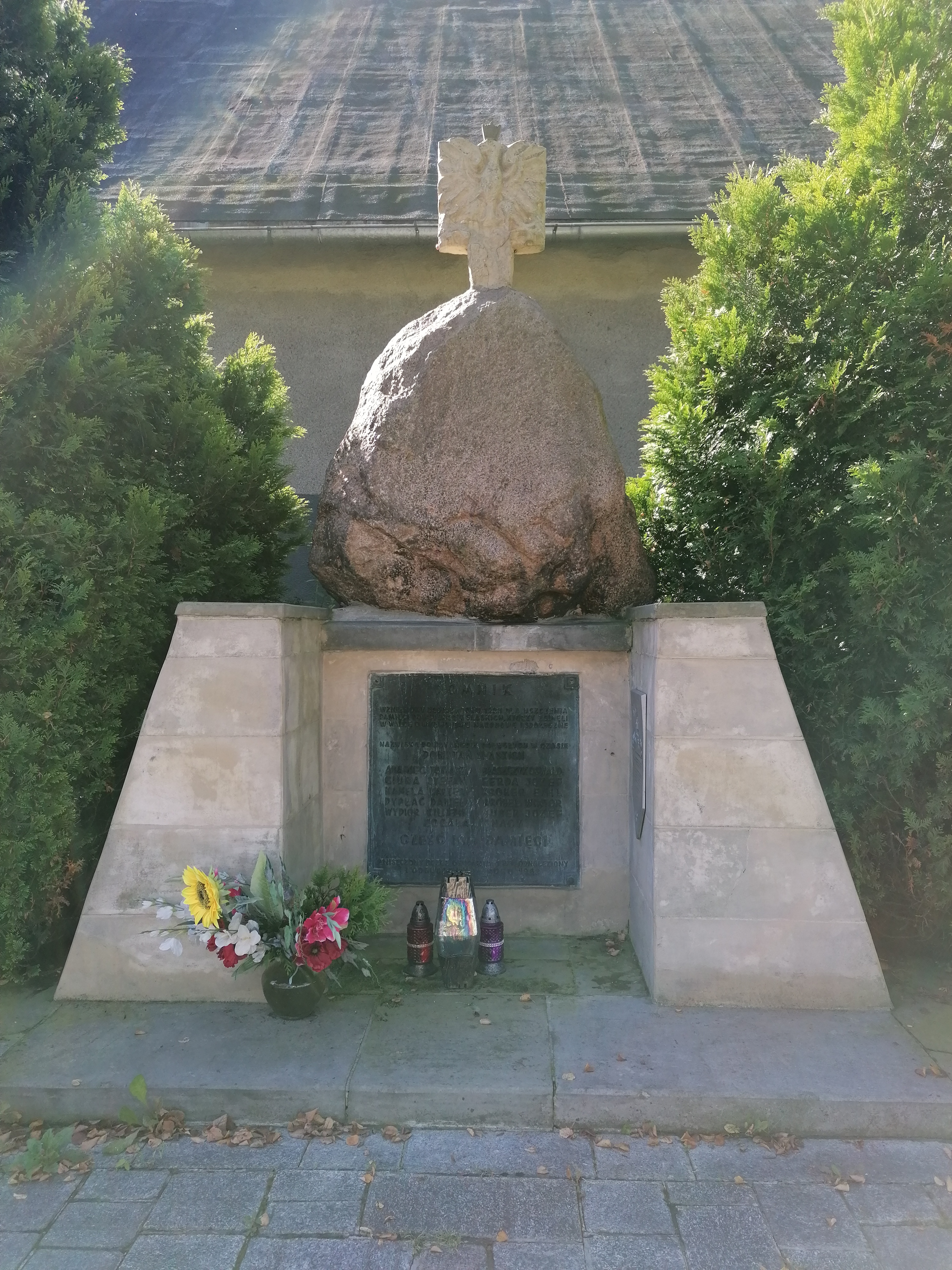
Część środkowa
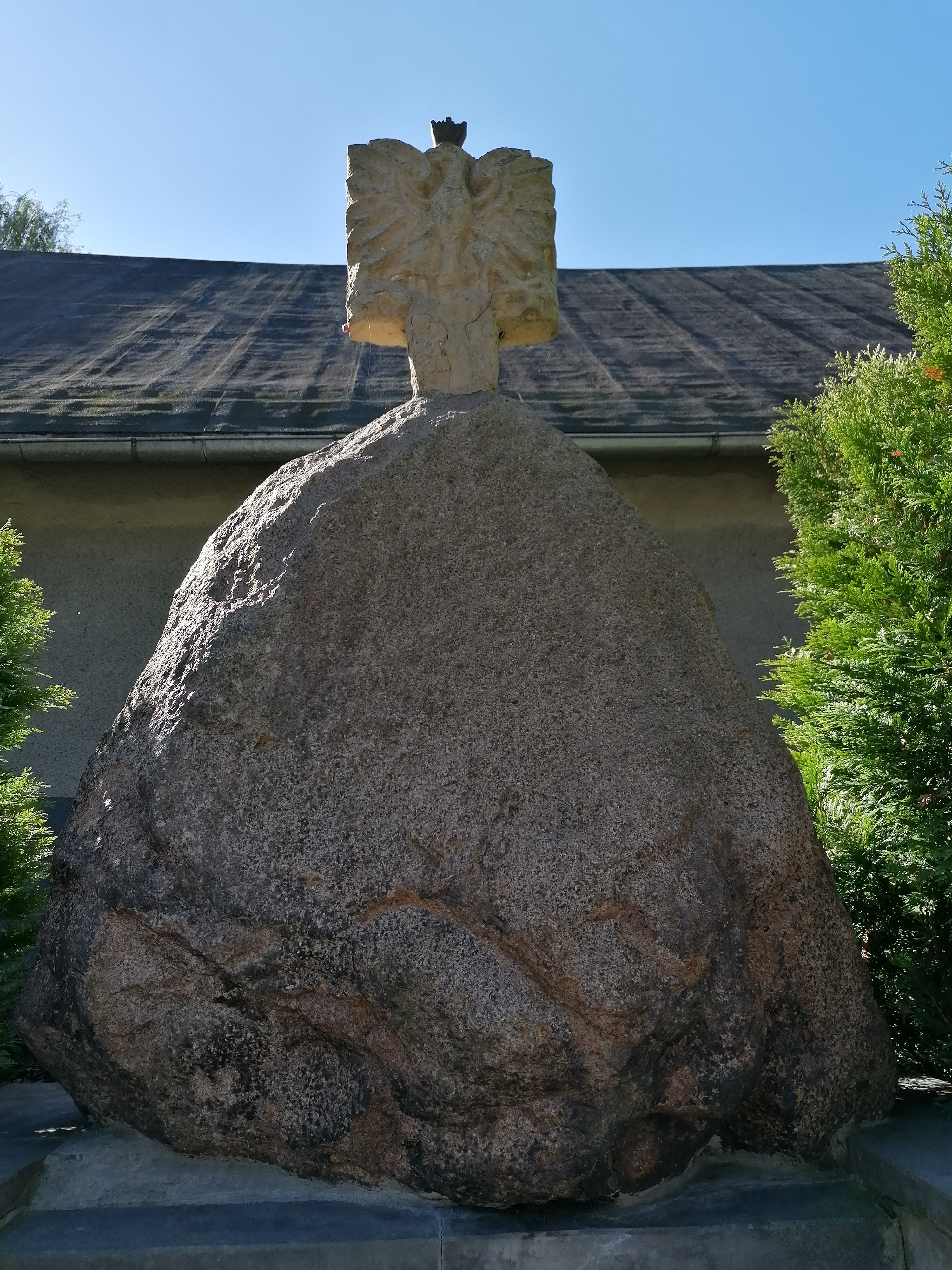
Głaz z orłem
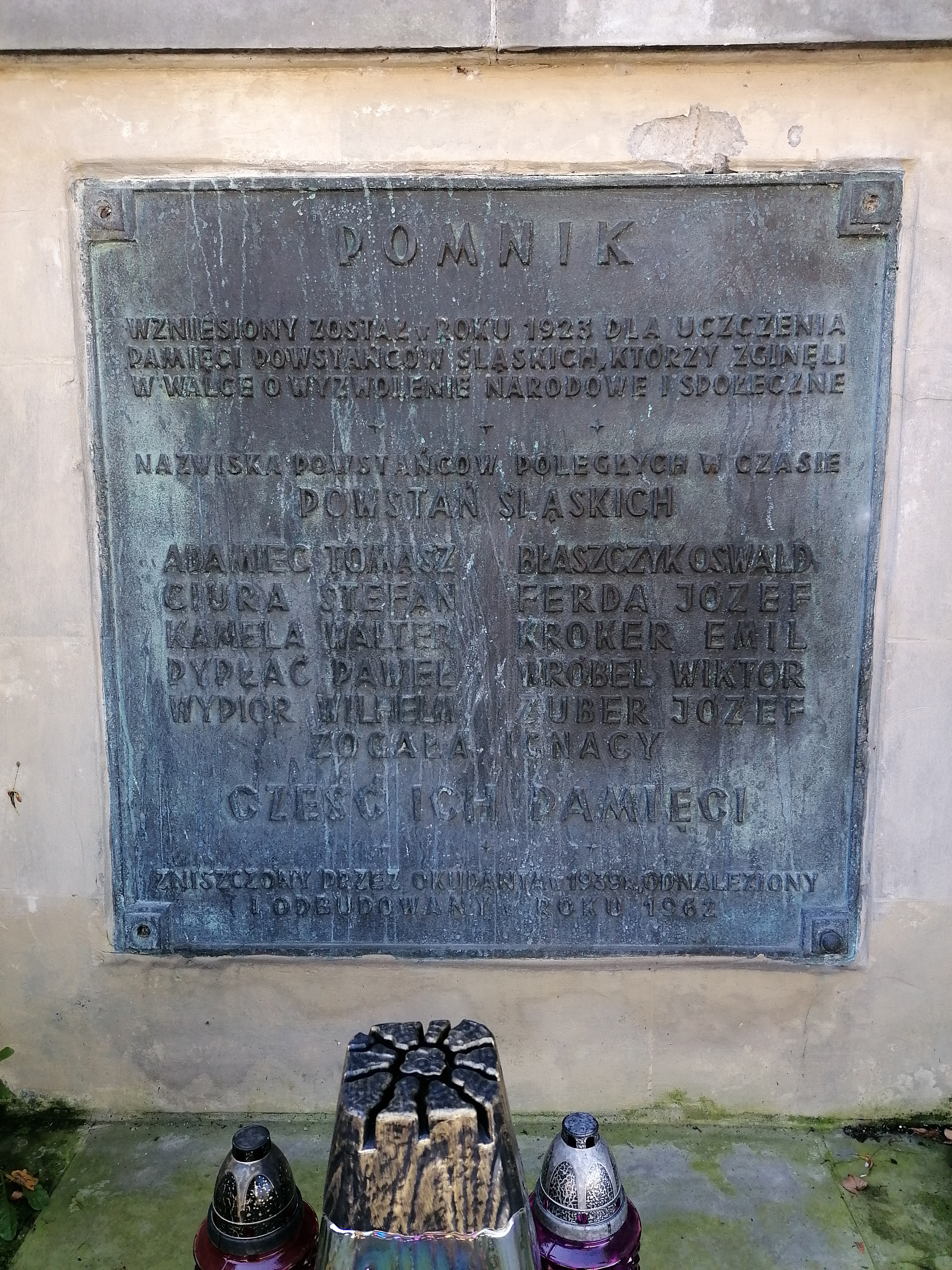
Tablica z 1962 roku
Plakieta prezydencka